# Prva Liga 1927
In Prva Liga 1927 werd het vijfde seizoen gespeeld van de Prva Liga, de hoogste voetbalklasse van Joegoslavië. Het werd een competitie met 6 teams. Hajduk Split won het voor eerste keer.

## Stand
| Pos | Team                 | Wed | W | G | V | Ptn | DV | DT | DR    | Kwalificatie                      |
| --- | -------------------- | --- | - | - | - | --- | -- | -- | ----- | --------------------------------- |
| 1   | HNK Hajduk Split (C) | 5   | 4 | 0 | 1 | 8   | 15 | 6  | 2,500 | gekwalifeerd voor Mitropacup 1927 |
| 2   | OFK Beograd          | 5   | 3 | 0 | 2 | 6   | 17 | 16 | 1,063 | gekwalifeerd voor Mitropacup 1927 |
| 3   | HAŠK                 | 5   | 2 | 1 | 2 | 5   | 11 | 15 | 0,733 |                                   |
| 4   | SAND Subotica        | 5   | 2 | 0 | 3 | 4   | 11 | 12 | 0,917 |                                   |
| 5   | SAŠK Napredak        | 5   | 2 | 0 | 3 | 4   | 12 | 13 | 0,923 |                                   |
| 6   | Ilirija Ljubljana    | 5   | 1 | 1 | 3 | 3   | 5  | 9  | 0,556 |                                   |

## Restultaten
| Thuis \ Uit       | BSK | HAJ | HŠK | ILI | SND | SAŠ |
| ----------------- | --- | --- | --- | --- | --- | --- |
| BSK Belgrade      |     |     |     | 3–2 | 3–1 | 7–4 |
| HNK Hajduk Split  | 5–1 |     |     | 3–0 |     | 2–0 |
| HAŠK              | 4–3 | 0–4 |     |     |     | 3–2 |
| Ilirija Ljubljana |     |     | 1–1 |     | 1–0 |     |
| SAND Subotica     |     | 5–1 | 5–3 |     |     | 0–4 |
| SAŠK Sarajevo     |     |     |     | 2–1 |     |     |

## Topscores
- 6 Doelpunten : Kuzman Sotirović (BSK Belgrade)
- 4 Doelpunten : Antun Bonačić, Vinko Radić (Hajduk Split) en Branko Zinaja (HAŠK)

1923 · 1924 · 1925 · 1926 · 1927 · 1928 · 1929 · 1930 ·  1931 · 1932 · 1933 · 1934/35 · 1935/36 ·  1936/37 · 1937/38 · 1938/39 · 1939/40 · 1940/41 ·  1941/42 · 1942/43 · 1943/44 · 1944/45 · 1945 · 1946/47 · 1947/48 · 1948/49 ·  1950 · 1951 · 1952 ·  1952/53 · 1953/54 · 1954/55 · 1955/56 · 1956/57 · 1957/58 · 1958/59 · 1959/60 · 1960/61 · 1961/62 · 1962/63 · 1963/64 · 1964/65 · 1965/66 · 1966/67 · 1967/68 · 1968/69 · 1969/70 · 1970/71 · 1971/72 · 1972/73 · 1973/74 · 1974/75 · 1975/76 · 1976/77 · 1977/78 · 1978/79 · 1979/80 · 1980/81 · 1981/82 · 1982/83 · 1983/84 · 1984/85 · 1985/86 · 1986/87 · 1987/88 · 1988/89 · 1989/90 · 1990/91 · 1991/92